# Allotraeus sphaerioninus
Allotraeus sphaerioninus är en skalbaggsart som beskrevs av Bates 1877. Allotraeus sphaerioninus ingår i släktet Allotraeus och familjen långhorningar.
Artens utbredningsområde är Taiwan. Inga underarter finns listade i Catalogue of Life.